# Maurice Beddegenoots
Maurice Beddegenoots (Glabbeek,5 april 1931 - Leuven, 10 juni 2019) was een Belgisch bestuurder.

## Levensloop
Beddegenoots trad op 1 mei 1961 als socioloog in dienst van de Boerenbond. Hij was er onder meer hoofd van de organisatiediensten en vanaf 1984 algemeen secretaris. In deze hoedanigheid volgde hij Robert Eeckloo op. Tevens was hij voorzitter van Landelijke Thuiszorg en Kinderopvang. In 1993 trad hij er uit dienst. Hij werd als algemeen secretaris van de Boerenbond opgevolgd door Hubert Fosseprez.
Beddegenoots overleed in het UZ Leuven campus Gasthuisberg. Zijn uitvaartplechtigheid vond plaats in de Sint-Jozefkerk te Leuven.